# Bauhinia flagelliflora
Bauhinia flagelliflora är en ärtväxtart som beskrevs av Richard P. Wunderlin. Bauhinia flagelliflora ingår i släktet Bauhinia och familjen ärtväxter. Inga underarter finns listade i Catalogue of Life.